# 小行星1740
小行星1740（1740 Paavo Nurmi）是一颗围绕太阳公转的小行星。1939年10月18日，爾約·維薩拉在图尔库发现了此天体。小行星以奥运田径金牌得主帕沃·努尔米命名。
該小行星以芬蘭男子中長跑運動員帕沃·努爾米命名。
这颗小行星的绝对星等为78.88264等。